# 日本江戶時代年號列表

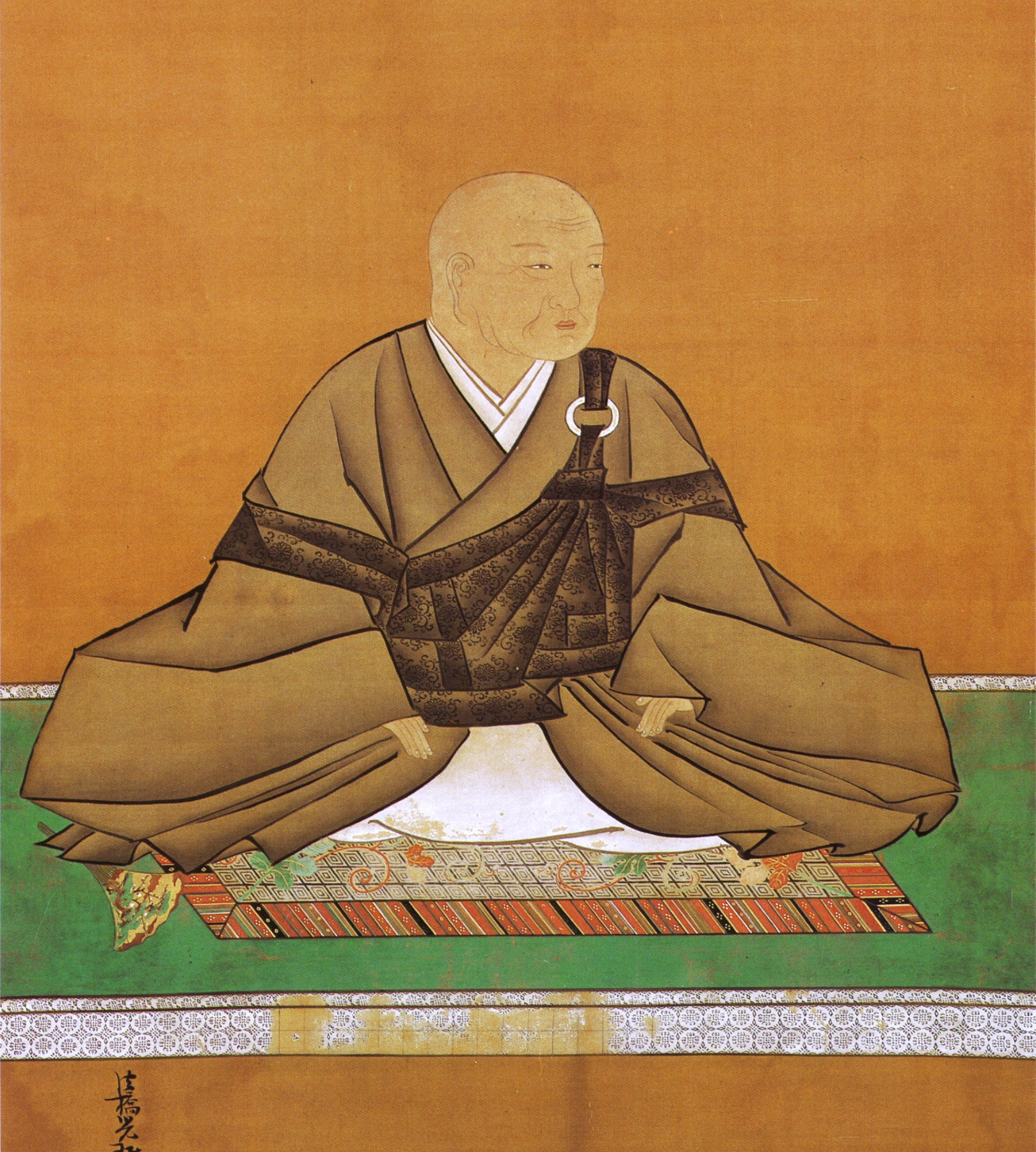
後水尾天皇因即位而改的年號「元和」典出唐宪宗的同名年號

日本自第三十六代孝德天皇即位並建元大化起開始使用年号（日语：／ Nengō、／ Gengō）為其纪年方式，並在文武天皇於701年5月3日（大寶元年三月二十一日）再度恢復使用年號後，一直持續使用年號至今。日本的年號常取中國古籍中的辭句為典故，而改元的原因除天皇即位外，多數出於迷信及牽強附會。因天皇即位而進行的改元通常在天皇即位翌年進行，但有時候也會因為亂世而不在天皇即位翌年改元。日本自醍醐天皇起開始因「辛酉革命」的緣故在辛酉年進行改元（當時為901年，由昌泰四年改元延喜），並自村上天皇起開始因「甲子革令」的緣故在甲子年進行改元（當時為964年，改元康保）。日本自醍醐天皇起也會因災禍等不祥之事而改元（當時為923年，改元延長）。
自平安时代中期（天德、應和年間）起，改元之事均載於改元宸記中，而改元的程序也確立為先由大臣上奏年號勘文，然後天皇於選定會議中決定新年號。自江户时代起，幕府開始參與改元事務，而幕府所頒佈的《禁中並公家諸法度》第八條規定「改元，漢朝年號之內，以吉例可相定；但重而於習禮相熟者，可為本朝光規之作法事」即為其始。此前，改元於朝廷通知幕府後，於公達日召集大名與旗本宣佈改元時即生效。然而，在江戶時代，實際執行改元決策的權力轉移至幕府，而朝廷在通知幕府改元後，改元須先經幕府在江戶城向諸大名宣告，然後幕府自江戶遣使向町奉行通知，町奉行再於町觸上予以宣告後方得生效，而文武百官與庶民就算知道朝廷有意改元，在町觸發佈改元宣告前都不能逕自先行使用新年號。
以下列表僅收錄江戶時代啓用的日本年號。以下列表中，各年號的使用期與典故主要出自小學館出版的《日本大百科全書》，而每個年號的典故都分別附上维基文库的文本連結供參考。

## 列表
| 年號 | 使用期 （西曆年月日）           | 使用期 （和曆年月日）                    | 在位天皇                 | 改元理由 | 典故                                  | 參考 來源  |
| ---- | ------------------------------- | ---------------------------------------- | ------------------------ | --- | ------------------------------------- | ---------- |
| 元和 | 1615年9月5日 － 1624年4月16日   | 元年七月十三日 － 十年二月二十九日       | 後水尾天皇               | 後水尾天皇即位 | 唐宪宗的同名年號「元和」              | [ 6 ]      |
| 寬永 | 1624年4月17日 － 1645年1月12日  | 元年二月三十日 － 二十一年十二月十五日   | 後水尾天皇               | 甲子革令 | 《詩集傳·考槃》：「寬、廣。永、長。」 | [ 8 ]      |
| 寬永 | 1624年4月17日 － 1645年1月12日  | 元年二月三十日 － 二十一年十二月十五日   | 明正天皇                 | 甲子革令 | 《詩集傳·考槃》：「寬、廣。永、長。」 | [ 8 ]      |
| 寬永 | 1624年4月17日 － 1645年1月12日  | 元年二月三十日 － 二十一年十二月十五日   | 後光明天皇               | 甲子革令 | 《詩集傳·考槃》：「寬、廣。永、長。」 | [ 8 ]      |
| 正保 | 1645年1月13日 － 1648年4月6日   | 元年十二月十六日 － 五年二月十四日       | 後光明天皇即位           | 《尚書·商書·說命下》、《尚書正義·君奭》：「正保衡……佑我烈祖，格于皇天。」                                                       | [ 9 ] [ 10 ]                          |            |
| 慶安 | 1648年4月7日 － 1652年10月19日  | 元年二月十五日 － 五年九月十七日         | 御慎                     | 《周易·坤》：「乃終有慶。安貞之吉，應地无疆。」                                                                                   | [ 16 ]                                |            |
| 承應 | 1652年10月20日 － 1655年5月17日 | 元年九月十八日 － 四年四月十二日         | （無）                   | 《晋书·律曆志中》：「夏殷承運，周氏應期。」                                                                                     | [ 20 ]                                |            |
| 承應 | 1652年10月20日 － 1655年5月17日 | 元年九月十八日 － 四年四月十二日         | （無）                   | 《晋书·律曆志中》：「夏殷承運，周氏應期。」                                                                                     | [ 20 ]                                | 後西天皇   |
| 明曆 | 1655年5月18日 － 1658年8月20日  | 元年四月十三日 － 四年七月二十二日       | 後西天皇即位             | - 《汉书·律曆志》：「箕子言大法九章，而五紀明曆法。」 - 《續漢書·律曆下》：「黃帝造歷。」                                       | [ 22 ] [ 17 ]                         |            |
| 萬治 | 1658年8月21日 － 1661年5月22日  | 元年七月二十三日 － 四年四月二十四日     | 江戶大火                 | 《史记·夏本紀》：「眾民乃定，萬國爲治。」                                                                                       | [ 25 ]                                |            |
| 寬文 | 1661年5月23日 － 1673年10月29日 | 元年四月二十五日 － 十三年九月二十日     | 內裏火災                 | 《荀子·致士》：「節奏陵而文，生民寬而安。上文下安，功名之極也。」                                                               | [ 27 ]                                |            |
| 寬文 | 1661年5月23日 － 1673年10月29日 | 元年四月二十五日 － 十三年九月二十日     | 內裏火災                 | 《荀子·致士》：「節奏陵而文，生民寬而安。上文下安，功名之極也。」                                                               | [ 27 ]                                | 靈元天皇   |
| 延寶 | 1673年10月30日 － 1681年11月8日 | 元年九月二十一日 － 九年九月二十八日     | 內裏火災                 | 《隋书·音樂中》：「分四序，綴三光。延寶祚，眇無疆。」                                                                           | [ 28 ] [ 29 ]                         |            |
| 天和 | 1681年11月9日 － 1684年4月4日   | 元年九月二十九日 － 四年二月二十日       | 辛酉革命                 | 《后汉书·桓帝紀》：「天人協和，萬國咸寧。」                                                                                     | [ 32 ]                                |            |
| 貞享 | 1684年4月5日 － 1688年10月22日  | 元年二月二十一日 － 五年九月二十九日     | 甲子革令                 | 《周易·益》：「永貞吉。王用享於帝。吉。」                                                                                       | [ 34 ]                                |            |
| 貞享 | 1684年4月5日 － 1688年10月22日  | 元年二月二十一日 － 五年九月二十九日     | 甲子革令                 | 《周易·益》：「永貞吉。王用享於帝。吉。」                                                                                       | [ 34 ]                                | 東山天皇   |
| 元祿 | 1688年10月23日 － 1704年4月15日 | 元年九月三十日 － 十七年三月十二日       | 東山天皇即位             | 《宋史·禮七》：「惠綏黎元，懋建皇極，天祿無疆。」                                                                               | [ 36 ]                                |            |
| 寶永 | 1704年4月16日 － 1711年6月10日  | 元年三月十三日 － 八年四月二十四日       | 關東大地震               | 《旧唐书·音樂三》：「寶祚惟永，暉光日新。」                                                                                     | [ 38 ]                                |            |
| 寶永 | 1704年4月16日 － 1711年6月10日  | 元年三月十三日 － 八年四月二十四日       | 關東大地震               | 《旧唐书·音樂三》：「寶祚惟永，暉光日新。」                                                                                     | [ 38 ]                                | 中御門天皇 |
| 正德 | 1711年6月11日 － 1716年8月8日   | 元年四月二十五日 － 六年六月二十一日     | 中御門天皇即位           | 《尚書·虞書·大禹謨》：「正德、利用、厚生、惟和。」                                                                              | [ 40 ]                                |            |
| 享保 | 1716年8月9日 － 1736年6月6日    | 元年六月二十二日 － 二十一年四月二十七日 | 變異                     | 《周书·孝閔帝紀》：「享茲大命，保有萬國。」                                                                                     | [ 41 ] [ 42 ]                         |            |
| 享保 | 1716年8月9日 － 1736年6月6日    | 元年六月二十二日 － 二十一年四月二十七日 | 變異                     | 《周书·孝閔帝紀》：「享茲大命，保有萬國。」                                                                                     | [ 41 ] [ 42 ]                         | 櫻町天皇   |
| 元文 | 1736年6月7日 － 1741年4月11日   | 元年四月二十八日 － 六年二月二十六日     | 櫻町天皇即位             | 《文選·景福殿賦》：「武創元基，文集大命。皆體天作制，順時立政。」                                                               | [ 45 ]                                |            |
| 寬保 | 1741年4月12日 － 1744年4月2日   | 元年二月二十七日 － 四年二月二十日       | 辛酉革命                 | 《國語·周語中》：「寬所以保本也。」                                                                                             | [ 47 ]                                |            |
| 延享 | 1744年4月3日 － 1748年8月4日    | 元年二月二十一日 － 五年七月十一日       | 甲子革令                 | 《艺文类聚·天部上》：「聖主壽延，享祚元吉。自天之祐，莫不抃舞。」                                                               | [ 49 ]                                |            |
| 延享 | 1744年4月3日 － 1748年8月4日    | 元年二月二十一日 － 五年七月十一日       | 甲子革令                 | 《艺文类聚·天部上》：「聖主壽延，享祚元吉。自天之祐，莫不抃舞。」                                                               | [ 49 ]                                | 桃園天皇   |
| 寬延 | 1748年8月5日 － 1751年12月13日  | 元年七月十二日 － 四年十月二十六日       | 桃園天皇即位             | 《文選·聖主得賢臣頌》：「開寬裕之路，以延天下之英俊也。」                                                                       | [ 51 ]                                |            |
| 寶曆 | 1751年12月14日 － 1764年6月29日 | 元年十月二十七日 － 十四年六月初一日     | 變異                     | 《贞观政要·誠信》：「及恭承寶歷，寅奉帝圖，垂拱無為，氛埃靖息。」                                                               | [ 53 ] [ 52 ]                         |            |
| 寶曆 | 1751年12月14日 － 1764年6月29日 | 元年十月二十七日 － 十四年六月初一日     | 變異                     | 《贞观政要·誠信》：「及恭承寶歷，寅奉帝圖，垂拱無為，氛埃靖息。」                                                               | [ 53 ] [ 52 ]                         | 後櫻町天皇 |
| 明和 | 1764年6月30日 － 1772年12月10日 | 元年六月初二日 － 九年十一月十五日       | 後櫻町天皇即位           | - 《尚書·虞書·堯典》：「百姓昭明，協和萬邦。」 - 《史記·五帝本紀》：「百姓昭明，合和萬國。」                                    | [ 58 ]                                |            |
| 明和 | 1764年6月30日 － 1772年12月10日 | 元年六月初二日 － 九年十一月十五日       | 後櫻町天皇即位           | - 《尚書·虞書·堯典》：「百姓昭明，協和萬邦。」 - 《史記·五帝本紀》：「百姓昭明，合和萬國。」                                    | [ 58 ]                                | 後桃園天皇 |
| 安永 | 1772年12月10日 － 1781年4月24日 | 元年十一月十六日 － 十年四月初一日       | 關東大火大風             | 《文選·東京賦》：「天祿宣明。温飭迎春，壽安永寧。」                                                                             | [ 59 ]                                |            |
| 安永 | 1772年12月10日 － 1781年4月24日 | 元年十一月十六日 － 十年四月初一日       | 關東大火大風             | 《文選·東京賦》：「天祿宣明。温飭迎春，壽安永寧。」                                                                             | [ 59 ]                                | 光格天皇   |
| 天明 | 1781年4月25日 － 1789年2月18日  | 元年四月初二日 － 九年正月二十四日       | 光格天皇即位             | 《尚書·商書·太甲上》：「先王顧諟天之明命。」                                                                                    | [ 61 ]                                |            |
| 寬政 | 1789年2月19日 － 1801年3月18日  | 元年正月二十五日 － 十三年二月初四日     | 內裏火災                 | 《左传·昭公二十年》：「施之以寬。寬以濟猛，猛以濟寬，政是以和。」                                                               | [ 65 ] [ 63 ]                         |            |
| 享和 | 1801年3月19日 － 1804年3月21日  | 元年二月初五日 － 四年二月初十日         | 辛酉革命                 | 《文選·晉紀總論》：「順乎天而享其運，應乎人而和其義。」                                                                         | [ 67 ]                                |            |
| 文化 | 1804年3月22日 － 1818年5月25日  | 元年二月十一日 － 十五年四月二十一日     | 甲子革令                 | - 《周易·賁》：「觀乎天文，以察時變；觀乎人文，以化成天下。」 - 《後漢書·荀韓鍾陳列傳》：「宣文教以章其化，立武備以秉以其威。」 | [ 70 ] [ 68 ]                         |            |
| 文化 | 1804年3月22日 － 1818年5月25日  | 元年二月十一日 － 十五年四月二十一日     | 甲子革令                 | - 《周易·賁》：「觀乎天文，以察時變；觀乎人文，以化成天下。」 - 《後漢書·荀韓鍾陳列傳》：「宣文教以章其化，立武備以秉以其威。」 | [ 70 ] [ 68 ]                         | 仁孝天皇   |
| 文政 | 1818年5月26日 － 1831年1月22日  | 元年四月二十二日 － 十三年十二月初九日   | （無）                   | 《尚書注·舜典》：「舜察天文，齊七政。」                                                                                         | [ 74 ]                                |            |
| 天保 | 1831年1月23日 － 1845年1月8日   | 元年十二月初十日 － 十五年十二月初一日   | 地震 災異                | 《尚書·商書·仲虺之誥》：「欽崇天道，永保天命。」                                                                                | [ 77 ]                                |            |
| 弘化 | 1845年1月9日 － 1848年3月31日   | 元年十二月初二日 － 五年二月二十七日     | 江戶城火災               | 《尚書·周書·周官》：「貳公弘化，寅亮天地。」                                                                                    | [ 78 ]                                |            |
| 弘化 | 1845年1月9日 － 1848年3月31日   | 元年十二月初二日 － 五年二月二十七日     | 江戶城火災               | 《尚書·周書·周官》：「貳公弘化，寅亮天地。」                                                                                    | [ 78 ]                                | 孝明天皇   |
| 嘉永 | 1848年4月1日 － 1855年1月14日   | 元年二月二十八日 － 七年十一月二十六日   | （無）                   | 《宋书·樂二》：「思皇享多祜，嘉樂永無央。」                                                                                     | [ 81 ] [ 80 ]                         |            |
| 安政 | 1855年1月15日 － 1860年4月7日   | 元年十一月二十七日 － 七年三月十七日     | 內裏火災 地震 異國船渡來 | 《羣書治要·卷第三十八》：「庶人安政，然後君子安位矣。」                                                                         | [ 84 ]                                |            |
| 萬延 | 1860年4月8日 － 1861年3月28日   | 元年三月十八日 － 二年二月十八日         | 江戶城火災 外患 疫疾     | 《後漢書·馬融列傳》：「豐千億之子孫，歷萬載而永延。」                                                                           | [ 87 ]                                |            |
| 文久 | 1861年3月29日 － 1864年3月26日  | 元年二月十九日 － 四年二月十九日         | 辛酉革命                 | 《後漢書·儒林列傳》：「故能文武並用，成長久之計。」                                                                             | [ 89 ]                                |            |
| 元治 | 1864年3月27日 － 1865年4月30日  | 元年二月二十日 － 二年四月初六日         | 甲子革令                 | 《周易·乾》：「乾元用九，天下治也。」                                                                                           | [ 91 ]                                |            |
| 慶應 | 1865年5月1日 － 1868年10月22日  | 元年四月初七日 － 四年九月初七日         | 京都兵亂 世間不穩        | 《文選·漢高祖功臣頌》：「慶雲應輝，皇階授木。」                                                                                 | [ 93 ]                                |            |
| 慶應 | 1865年5月1日 － 1868年10月22日  | 元年四月初七日 － 四年九月初七日         | 京都兵亂 世間不穩        | 《文選·漢高祖功臣頌》：「慶雲應輝，皇階授木。」                                                                                 | [ 93 ]                                | 明治天皇   |